# Jean-Louis Dozon-Houreau
Jean-Louis Dozon-Houreau est un homme politique français né le 25 novembre 1790 à Châlons-sur-Marne (Marne) et décédé le 22 octobre 1868 à Paris.
Magistrat sous la Restauration, il se rallie à la Monarchie de Juillet et devient député de la Marne de 1831 à 1848. En 1832, il est conseiller à la cour d'Appel de Paris.

## Sources
- « Dictionnaire des parlementaires français de 1789 à 1889 (Adolphe Robert, Edgar Bourloton et Gaston Cougny) », sur gallica BNF (consulté le 6 décembre 2013)